# Wir haben Gesichter

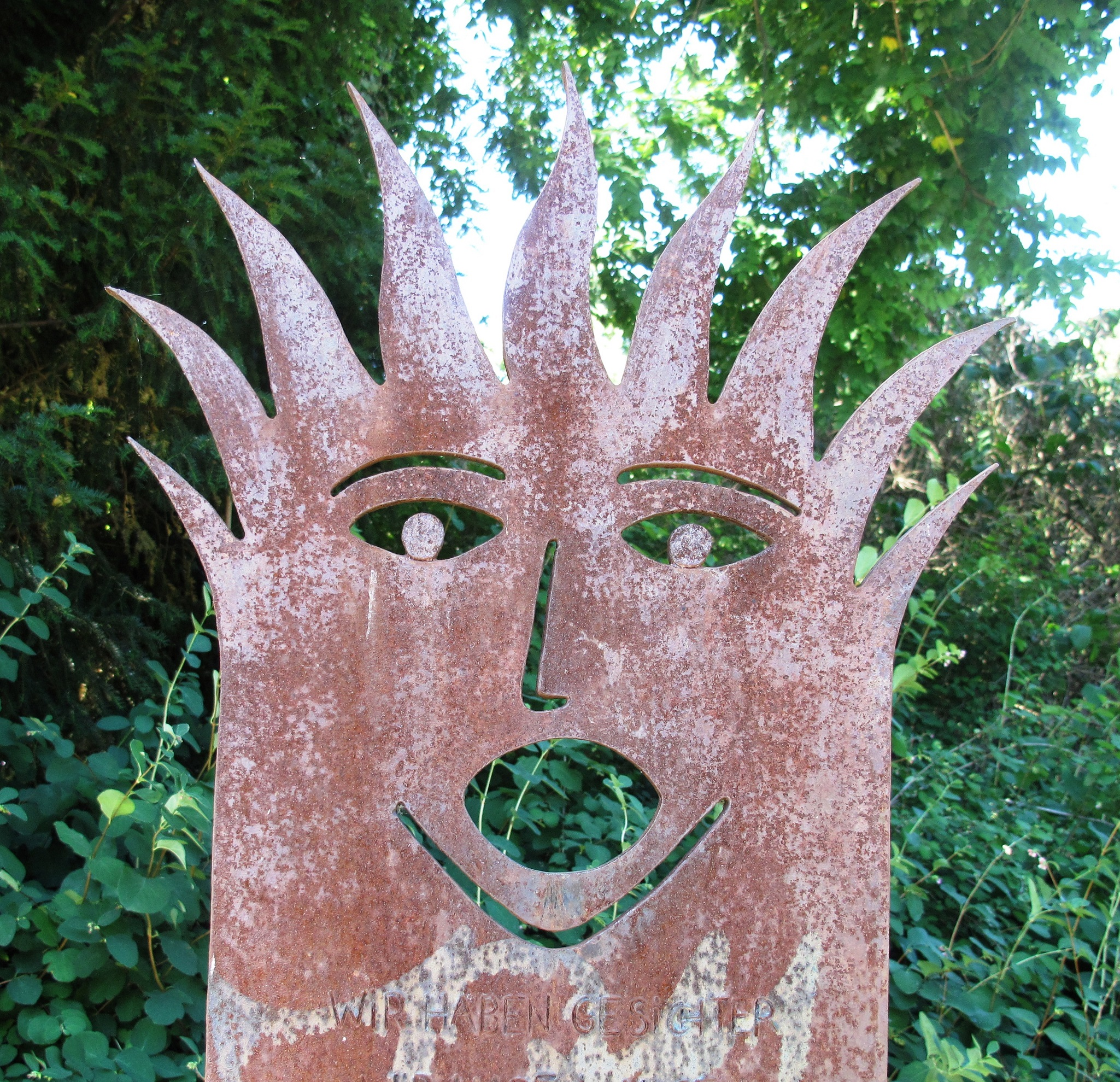
Der Kopf der Stele

Wir haben Gesichter ist der Name eines Mahnmales aus dem Jahr 2005, das sich gegen Vergewaltigungen richtet. Es befindet sich auf dem Kreuzberg im Viktoriapark in Berlin-Kreuzberg.

## Anliegen und Anlass
Das Mahnmal soll an alle Frauen erinnern, die Opfer einer Vergewaltigung wurden. Am Ort des Mahnmals wurde im März 2002 eine Frau von zwei Männern überfallen und vergewaltigt. Die Statue ist Teil einer Aktion „Wir haben Gesichter“.

## Ausführung
Das Mahnmal steht auf der Ostseite des Wasserfalls rund 50 Meter oberhalb des Parkeingangs Großbeerenstraße. Es besteht aus einer etwa zwei Meter hohen, schlanken Stele aus Metall, die oben als stilisierter Frauenkopf mit aus Zacken angedeutetem Haar ausgeführt ist. Der weit aufgerissene Mund – wie die Augen, die Augenbrauen und das Kinn als Aussparung im Metall dargestellt – schreit dem Betrachter anklagend entgegen.  In den Mittelteil ist eine Inschrift eingelassen. Etwa auf halber Höhe der Stele ist querliegend beziehungsweise leicht schräg geneigt eine dreieckige Plattform mit einem weiteren Text angebracht. Das Mahnmal wurde in der Nacht vom 20. auf den 21. Mai 2005 aufgestellt. Über die Künstlerin oder den Künstler und die Urheber der Inschriften ist nichts bekannt.

## Inschriften

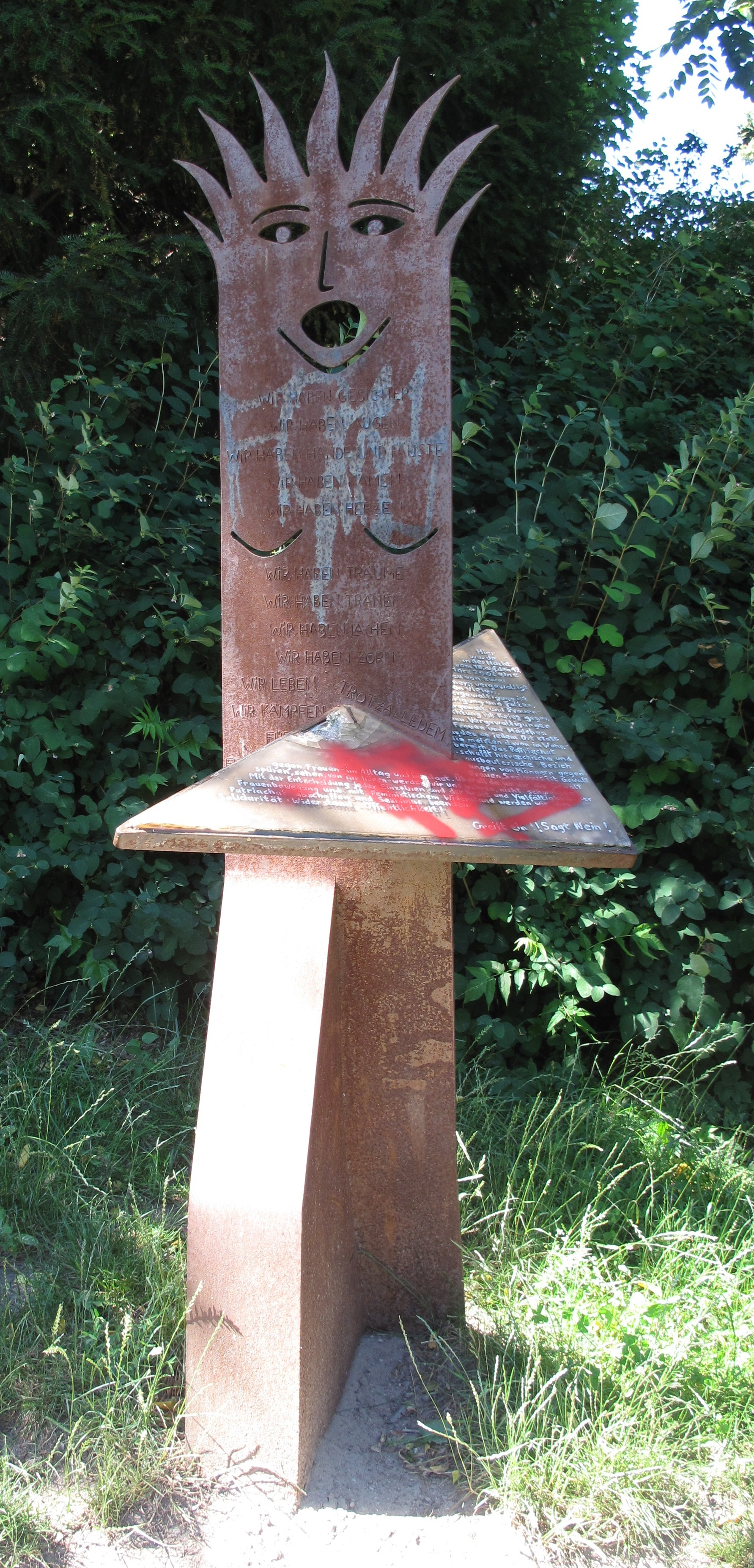
Das Mahnmal im Juli 2015; die Text-Plattform ist mit roter Farbe vandaliert

### Stele
Die Inschrift der Stele lautet, in Versalien:
„Wir haben Gesichter

Wir haben Augen

Wir haben Hände und Fäuste

Wir haben Träume

Wir haben Trauer

Wir haben Lachen

Wir haben Zorn

Wir leben 

Trotz alledem

Wir kämpfen

Für Frauenachtung

Und 

Gerechtigkeit“

### Plattform
Der rund 25-zeilige Text auf der dreieckigen Querplatte ist mit der unbunten Farbe Weiß auf hellbraunem/beigem Untergrund aufgebracht:

„Hier wurde in der Nacht vom 18. auf dem 19. März 2002 eine Frau von zwei Männern vergewaltigt. Eine von Vielen. Jede Vergewaltigung ist Erniedrigung und Folter. Männergewalt und Frauenverachtung ist Krieg gegen Frauen. Vergewaltigungen an Frauen und Mädchen finden an jedem Ort statt, die meisten davon im Wohnbereich. Das Patriachat schafft hierarchische und ausbeuterische Beziehungen von Männern gegen Frauen. Sexismus ist Gewalt gegen Frauen im Alltag und im Staat. Überall da, wo wir die Gewalt spüren, sehen, von ihr hören  – werden wir uns wehren, nicht schweigen! Mit der Entscheidung jeder Einzelnen und der Kraft und Vielfältigkeit der Frauenbewegung und mit Feministischem Widerstand werden wir das Patriachat abschaffen und Sexismus beenden. Solidarität • Widerstand • Öffentlichkeit!
Greift ein!! Sagt Nein!“